# Борба срещу космополитизма
Борба срещу космополитизма е лозунг, прераснал в мото на идеологическа кампания, провеждана между 1948 и 1953 г. в Съветския съюз.
Лозунгът и кампанията, замаскирани зад призива, са насочени срещу определени среди сред т.нар. „съветска интелигенция“, считана от тогавашното партийно и държавно ръководство начело със Сталин за носител на скептични и прозападни тенденции. Някои автори виждат в „борбата срещу космополитизма“ антисемитски характер, въпреки че по-вероятното обяснение на този нюанс е особената роля на евреите сред целите на тази кампания, техните чувства, свързани с образуването на държавата Израел и нейната политика на „неблагодарност“ (СССР след САЩ е сред първите държави в света, признали независимостта на Израел).
Прави впечатление, че от съдържателна страна лозунгът в антипод попада на идеологическия терен на победените сили на Оста, които към момента вече не представляват заплаха за СССР. Очевидно с него се цели да се укрепи патриотизмът на съветските граждани и изкорени чуждопоклонничеството с разгара на Студената война. В известен смисъл при провеждането на тази политика Сталин цели да укрепи режима си, припознавайки старата великоруска политика с цел закрепване на комунистическата диктатура в страната. Не е без значение и политиката към СССР на държавата Израел в онзи период.